# En tête à tête
En tête à tête (рус. Лицом к лицу) — третий концертный альбом французского музыканта Матье Шедида, вышедший в 2005 году.

## Об альбоме
«Лицом к лицу» — двойной альбом, записанный во время тура «Qui de nous deux», проходившего с февраля 2004 по июнь 2005 года. Альбом получил своё название от одноимённой песни, которую Матье исполняет вместе с пришедшими на концерт людьми. Впрочем, музыкант весь концерт находится «лицом к лицу» со своими поклонниками. Здесь, как и на прошлых концертах, Шедид исполняет свои песни иначе, чем на студийных альбомах. В концерт вошли песни не только из «Qui de nous deux», но и все хиты прошлых лет, инструментальные композиции и новая песня «En tête à tête», песни активно сменяются с динамичных на лирические и наоборот. Как всегда, Матье поддерживает на концерте атмосферу живого общения, люди из зала неоднократно поднимались на сцену, чтобы станцевать или спеть вместе с ним, одну песню полностью спела фанатка, в то время, как Матье фотографировал аудиторию (этот момент вошёл в DVD концерта), должно быть устав петь, он вместе с другими музыкантами станцевал для зала под электронную музыку, здесь же присутствует знаменитый момент, когда музыкант попросил у зала минуту тишины и некоторое время не доносилось ни звука, после чего Шедид разразился дьявольским соло на гитаре. Этот концерт, без сомнения, лучший в туре, в чате Топ 100 он занял 2 место, а из общего чата не выходил целых 82 недели. Вместе с CD длиной около полтора часа вышел и DVD концерта, длиной почти 2 с половиной часа.

## Список композиций

### 1 диск
| №   | Название                | Продолжительность |
| --- | ----------------------- | ----------------- |
| 1.  | Mon ego                 | 3:19              |
| 2.  | Monde virtuel           | 5:13              |
| 3.  | Attaba                  | 2:15              |
| 4.  | La Bonne Étoile         | 5:20              |
| 5.  | Souvenir du futur       | 7:42              |
| 6.  | Le Blues de Metz        | 3:23              |
| 7.  | Quand je vais chez elle | 3:15              |
| 8.  | Onde sensuelle          | 4:58              |
| 9.  | À tes souhaits          | 4:00              |
| 10. | Mama Sam                | 6:25              |
| 11. | Ma mélodie              | 5:09              |

### 2 диск
| №   | Название           | Продолжительность |
| --- | ------------------ | ----------------- |
| 1.  | Psyko Bug          | 4:30              |
| 2.  | Le Bug             | 4:20              |
| 3.  | Zénitude           | 3:55              |
| 4.  | Corde sensible     | 3:51              |
| 5.  | Peau de fleur      | 5:41              |
| 6.  | C’est pas ta faute | 3:38              |
| 7.  | Je me démasque     | 3:59              |
| 8.  | Je dis aime        | 5:26              |
| 9.  | Qui de nous deux   | 7:17              |
| 10. | Ton écho           | 7:34              |
| 11. | En tête à tête     | 3:54              |
| 12. | L’Inattendue       | 7:33              |